# Werner Hohenberger
Werner Hohenberger (* 3. Juli 1948 in Helmbrechts, Landkreis Hof, Oberfranken) ist ein deutscher Chirurg, Onkologe und Krebsforscher. Von 2008 bis 2012 führte er als Präsident die Deutsche Krebsgesellschaft. 2014 bis 2015 leitet er als Präsident die Deutsche Gesellschaft für Koloproktologie.

## Leben und Wirken
Hohenberger studierte von 1967 bis 1973 Medizin an der Friedrich-Alexander-Universität in Erlangen. Es folgten Staatsexamen und Promotion (1973) sowie Approbation (1974) und Habilitation (1984). Seine Laufbahn begann 1975 als Assistenzarzt und setzte sich fort über Einsatz als Stabsarzt beim Wehrdienst in Deutschland sowie als Wissenschaftlicher Assistent an der Chirurgischen Klinik am Universitätsklinikum Erlangen und an der Klinik für Viszeralchirurgie Universität Bern.
Hohenberger war von 1995 bis zu seiner Emeritierung 2015 Direktor der Chirurgischen Klinik des Universitätsklinikums Erlangen.
Mit seinen klinischen und wissenschaftlichen Tätigkeiten hat Hohenberger dazu beigetragen, die Krebsmedizin entscheidend voranzubringen. Dafür sowie für die Entwicklung sogenannter „multimodaler Therapien“ bei der Behandlung von Darmkrebs hat er mehrere Wissenschaftspreise und Auszeichnungen erhalten. Diese Therapie umfasst nach Angaben von Krebsexperten ein abgestimmtes Vorgehen bei der Behandlung durch Chirurgie, Chemotherapie und Bestrahlung sowie die enge Zusammenarbeit der verschiedenen ärztlichen Fachdisziplinen. Ziel des Vorgehens ist, die größtmögliche Wirkung gegen den Tumor zu erzielen sowie die Nebenwirkungen so gering wie möglich zu halten.
Außerdem hat er 2009 mit dem Ziel einer der modernen Krebschirurgie angepassten Standardisierung der operativen Behandlung des Dickdarmkrebses (Kolonkarzinom) die mesokolische Exzision beschrieben und in die Literatur eingeführt, die mittlerweile als „Complete Mesocolic Excision – CME“ international als führende Operationsmethode anerkannt ist.

## Akademischer und beruflicher Werdegang
- 1988 Ordentlicher Professor C2 für Chirurgie der Universität Erlangen‐Nürnberg
- 1991 Berufung auf den Lehrstuhl für Chirurgie der Universität Regensburg
- 1995 Berufung auf den Lehrstuhl für Chirurgie der Friedrich‐Alexander‐Universität, Erlangen
- 2003 Gastprofessur, Department of Colorectal Surgery Cleveland Clinics USA
- 2009 Honorarprofessor des China‐Japan Friendship Hospital, Peking
- 2011 Gastprofessor am Peking University People’s Hospital, Volksrepublik China

## Tätigkeit in wissenschaftlichen Gesellschaften und Stiftungen
- 1997/98 Vorsitzender der Bayerischen Chirurgenvereinigung
- 2001/02 Vorsitzender der Gesellschaft für Gastroenterologie in Bayern
- 2001/02 Präsident der European Association of Coloproctology
- 2001‐2011 Mitglied in den Gremien der Deutschen Krebshilfe (Medizinausschuss, Fachausschuss „Klinische Forschung, kliniknahe Grundlagenforschung“, Beirat)
- 2006 Präsident des Deutschen Krebskongresses Deutsche Krebsgesellschaft
- 2007–2015 Trustee der European Society of Coloproctology
- 2008–2012 Präsident der Deutschen Krebsgesellschaft
- 2009–2015 Vorstandsmitglied der Deutschen Gesellschaft für Senologie
- 2014–2015 Präsident der Deutschen Gesellschaft für Koloproktologie
- 2013 und 2016 Vorsitzender der Risk Assessment Kommission
- 2015 Ehrenpräsident der Jahrestagung der Deutschen Gesellschaft für Senologie
- Seit 2018 Vorstandsvorsitzender der Deutschen Krebsstiftung

## Auszeichnungen
- 1984 Thiersch‐Preis der Medizinischen Fakultät der Friedrich‐Alexander-Universität
- 1985 Johann‐Nepomuk‐von‐Nußbaum‐Preis der Vereinigung der Bayerischen Chirurgen
- 2005 Doctor honoris causa der Universität Debrecen, Ungarn
- 2005 Anita‐und Cuno‐Wieland‐Preis der Alois‐Hirdt‐Erben und Wieland‐Stiftung Heidelberg
- 2011 Zenkermedaille der Deutschen Gesellschaft für Chirurgie
- 2013 Bundesverdienstkreuz am Bande[2]
- 2015 Deutscher Krebshilfe Preis[3]

## Ehrungen und verliehene Mitgliedschaften (Auswahl)
- 1992 Ehrenmitglied der Bulgarischen Gesellschaft für Chirurgie

- 2002 Mitglied der Deutschen Akademie der Naturforscher Leopoldina[4]
- 2005 Ehrenmitglied der Vereinigung der Bayerischen Chirurgen
- 2005 Doctor honoris causa der Universität Debrecen, Ungarn
- 2006 Ehrenmitglied der European Association of Coloproctology Great Britain and Ireland
- 2008 Ehrenbürger der Stadt Helmbrechts
- 2008 Ehrenmitglied der Ungarischen Gesellschaft für Chirurgie
- 2009 Ehrenmitglied der Kalabresischen Gesellschaft für Chirurgie
- 2013 Bundesverdienstkreuz am Bande
- 2017 Bayerischer Verdienstorden

Hohenberger ist außerdem Mitglied bzw. Ehrenmitglied zahlreicher weiterer medizinischer Gesellschaften wie der American Society of Colorectal Surgeons, Sociedad Chilena de Coloproctologia, Chinese College of Surgeons, Deutschen Gesellschaft für Chirurgie, Deutschen Gesellschaft für Radioonkologie, Deutschen Gesellschaft für Senologie und European Society of Coloproctology.

## Publikationen (Auswahl)
- als Hrsg. mit F. Köckerling und Wolfgang Teichmann: Intraabdominelle Infektionen. Barth, Heidelberg/Leipzig 1996, ISBN 3-335-00478-7.
- Werner Hohenberger, Helmut Moldaschl: Arzt-Patienten-Kommunikation. Ein Patient und sein Chirurg im Zwiegespräch. De Gruyter, 2018, ISBN 978-3-11-060956-1